# The Getaway: Black Monday
The Getaway: Black Monday – komputerowa gra akcji wyprodukowana przez brytyjskie studio Team Soho. Gra została wydana 12 listopada 2004 roku przez Sony Computer Entertainment na platformę  PlayStation 2. Kontynuacja gry The Getaway wydanej 11 grudnia 2002 roku.

## Wydanie i odbiór
Gra została wydana 12 listopada 2004 roku przez Sony Computer Entertainment na platformę PlayStation 2. Kontynuacja gry przeznaczona na platformę PlayStation 3, a zatytułowana The Getaway była produkowana przez Sony Computer Entertainment. W 2008 roku gra weszła w fazę preprodukcji. Według ogłoszonych informacji większość zespołu pracującego nad grą Eight Days miało po zakończeniu prac skupić się nad The Getaway. 5 czerwca 2008 roku Sony Computer Entertainment Europe ogłosiło, że prace nad grami Eight Days i The Getaway zostały anulowane. W 2009 roku przedstawiciele Sony Computer Entertainment Europe uznali, że prace nad obiema grami zostały tylko wstrzymane. Richard Bunn, dawny deweloper gry w 2011 stwierdził, że gra została odwołana w połowie 2008 roku, po tym, gdy Phil Harrison został zastąpiony przez Shuhei Yoshidę na stanowisku prezesa SCE Worldwide Studios. The Getaway: Black Monday otrzymała platynową nagrodę ELSPA Sales Award.